# Scarabaeus cognatus
Scarabaeus cognatus là một loài bọ cánh cứng trong họ Bọ hung (Scarabaeidae).